# 唯有你
《唯有你》為泰國第3電視台旗下子公司BEC World所製作的LGBT電視劇。由鄺玲玲與可恩娜帕·瑟塔拉塔那彭領銜主演。此劇也是西莉拉可·鄺與可恩娜帕·瑟塔拉塔那彭繼《我們的秘密》後的二度搭檔之作。2025年7月18日起，每週五晚間8點30分於泰國第3電視台首播。
台灣由friDay影音同日跟播。
香港由myTV SUPER於8月15日起播出。

## 演員陣容
註：括號內的演員姓名為小名。

### 主要演員
- 鄺玲玲（Lingling） 飾演 Tawan

保鑣，在一次意外中救下了身處危險的Ayla。
- 可恩娜帕·瑟塔拉達那彭（Orm） 飾演 Ayla Sasina

女明星。

### 其他演員
- 帕威·布拉納那（Smith） 飾演 Typhoon
- 瑪麗蓮·凱特·加德納（Kate） 飾演 Khao Tu
- 妮莎瓊·唐蘇努恩（Mae） 飾演 Chan Ya
- 坦茶諾·尤塔桑西里（Nene） 飾演 Nana
- 緹妲叻·布勒彤（Enjoy）飾演 Yam

## 製作
2024年9月8日，泰國第3電視台於“Dear my Love Ling & Orm”的粉絲見面會上公布短版劇情預告。2024年9月11日於官方YouTube頻道Ch3Thailand發布完整版劇情預告。2024年12月17日，此劇正式開拍。

## 外部連結
- 《唯有你》的Facebook專頁（泰文）
- 《唯有你》的X（前Twitter）（泰文）